# 뉴 루니 툰

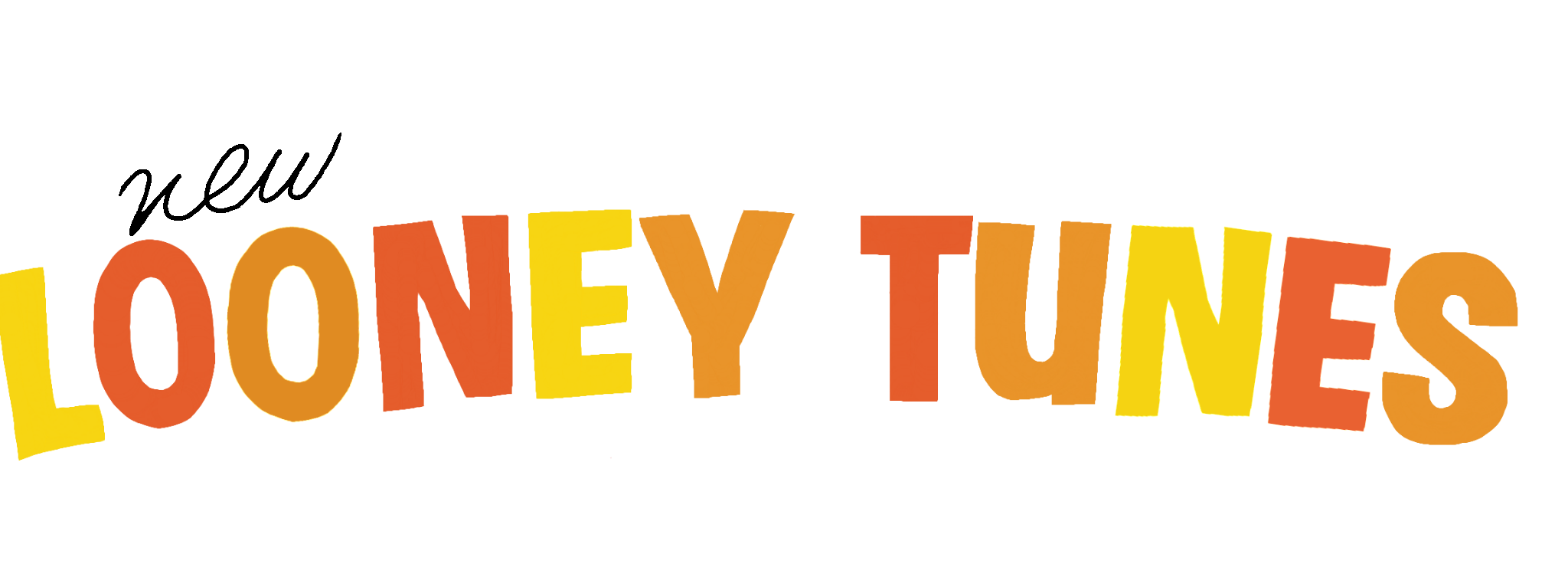

《뉴 루니 툰》(영어: New Looney Tunes)은 워너 브라더스에서 제작한 코미디 단편 애니메이션 루니 툰의 새롭게 리메이크해 제작한 애니메이션이다.

## 역사
2014년 3월에 카툰 네트워크에서 2011년부터 2014년까지 방영한 루니 툰 - 벅스 버니와 대피 덕(루니 툰 쇼)의 후속작으로 제작한다고 발표했다.
루니 툰의 간판 스타인 캐릭터 벅스 버니와 그의 친구 다람쥐 스퀵스를 주인공으로 한 루니 툰의 스핀오프 애니메이션 웨빗(영어: Wabbit)과 이후 새로운 시리즈의 스쿠비 두와 톰과 제리 쇼와 함께 2015년 10월 5일부터 2020년 1월 30일까지 미국 카툰 네트워크와 부메랑에서 방영을 했다. 국내에서는 이듬 해 6월 최근 개국한 부메랑에서 첫 방영을 가졌다.

## 같이 보기
- 루니 툰
- 벅스 버니